# Viviane Araújo
Viviane Araújo dos Santos (Rio de Janeiro, 25 de março de 1975), é uma atriz brasileira, que iniciou sua carreira artística como dançarina e modelo. 
É famosa por suas diversas participações nos carnavais de São Paulo e do Rio de Janeiro, desfilando há mais de uma década em ambos, sendo por muitos considerada a "rainha das rainhas" do carnaval brasileiro. É também reconhecida por seus papeis cômicos em humorísticos, como Escolinha do Professor Raimundo e Zorra Total, por ter feito bastante sucesso em um papel dramático, na telenovela Império, programas estes transmitidos pela Rede Globo, e por sua participação vitoriosa na quinta temporada do reality show A Fazenda, que é exibida pela RecordTV, bem como por ter posado nua em revistas masculinas brasileiras, como Sexy e Playboy.

## Biografia
Nascida e criada na Zona Oeste do Rio de Janeiro, no bairro da Praça Seca, no subúrbio carioca, onde deu seus primeiros passos na carreira artística, ao se tornar aluna de uma academia, onde participou e venceu o seu primeiro concurso de beleza. Em 1996 formou-se em Educação Física pela UFRJ, e chegou a trabalhar dando aulas em academias, mas por apenas um ano, pois logo despontou para a fama, optando pela carreira artística. Sua mãe, Neusa, era professora de química, e atualmente aposentou-se, e seu pai, Jocenir, era policial militar reformado do Estado do Rio de Janeiro (PMERJ). Ele faleceu em 2013, vítima de uma anemia profunda. A artista tem um único irmão, o empresário Rodrigo, pai de seus três sobrinhos, Lucas, Laura e Luiza. Em entrevistas, revelou considerá-los como seus filhos.
Participando de concursos de dança e beleza desde o início de sua adolescência, iniciou sua carreira como dançarina e modelo aos 16 anos, tendo representado algumas campanhas publicitárias e vencido alguns concursos de beleza. Num curto período de tempo se viu conhecida como "
A Garota Bumbum, e, pouco depois, ganhou o concurso de beleza A Pantera do Carnaval, no Clube Monte Líbano, em 1994.
Na televisão, estreou em 1994, eleita como Garota do Fantástico. Em 1997, participou do concurso que elegeu a nova integrante morena do grupo de pagode É o Tchan, chegando até as semifinais, mas a vencedora foi Scheila Carvalho. Fez participações em Brava Gente, A Turma do Didi e Malhação. Em 2001, ganhou destaque no programa humorístico Escolinha do Professor Raimundo, onde interpretou Rosinha Em 2004, atuou na minissérie Um Só Coração como Eglantine, ao lado de Tarcísio Meira. De 2005 a 2008 integrou o elenco do programa Zorra Total, fazendo sucesso na pele de Dona Tetê, no quadro O Cartório. Em 2009, fez uma participação na novela Bela, a feia, na Rede Record, contracenando com Raul Gazolla.
Em 2008, se lançou como cantora de forró com a Banda Viviane Araújo e Chamego de Menina.

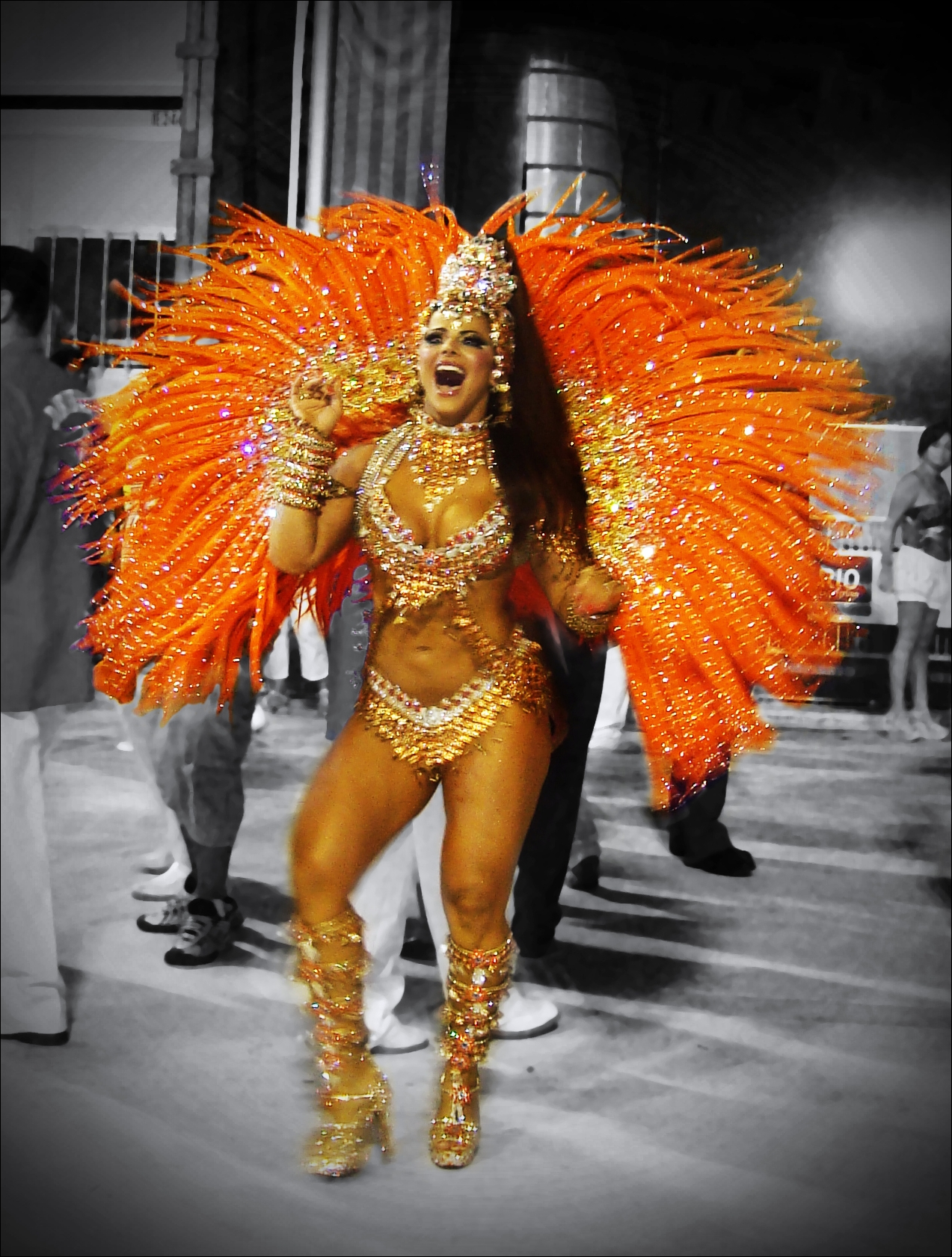
Viviane na Marquês de Sapucaí, a Frente da Bateria Furiosa do Salgueiro em 2010.

Em 1995 fez sua estreia no carnaval brasileiro desfilando pela Beija Flor De Nilópolis , já desfilou na Unidos da Tijuca, Mangueira, Caprichosos de Pilares, União de Jacarepaguá, Inocentes de Belford Roxo e Império Serrano. Em 2002, estreou como rainha de bateria da escola de samba carioca Mocidade Independente De Padre Miguel, além dos desfiles nos anos de 2003, 2005 e 2006. Em 2007, saiu pela Vila Isabel, onde já havia desfilado de 1998 a 2001. Desde o carnaval de 2008, é rainha de bateria da escola de samba Salgueiro, sendo vice-campeã naquele ano e campeã em 2009. Em São Paulo, é rainha de bateria da Mancha Verde há 16 anos. Em 2012, no ensaio técnico do Salgueiro na Marquês de Sapucaí, estava vestida como "Joia de Lampião".
Viviane Araújo também já desfilou nas escolas de samba Os Rouxinóis e  Unidos Da Cova Da Onça no carnaval fora de época de Uruguaiana. Ela também foi coroada rainha dos gays do Brasil em 2008 durante a 12ª edição da Parada do Orgulho LGBT, realizada na avenida Paulista, em São Paulo.
Em 2012, fez uma participação especial em um episódio da série da Rede Globo, As Brasileiras, ao lado da atriz Sophie Charlotte e de Adriana Bombom. No mesmo ano de 2012, Viviane participou da quinta temporada do reality show A Fazenda que é exibido pela Rede Record, na qual foi a vencedora da competição com aproximadamente 84% do total de votos do público, o maior percentual registrado entre os ganhadores de A Fazenda. Viviane recebeu um prêmio de dois milhões de reais. 
Em 2013, foi eleita "Rainha Das Rainhas" pelo tradicional bloco de carnaval Cacique de Ramos e recentemente assumiu o posto de rainha de bateria da Escola de Samba Consulado.
Em 2014, foi escalada para atuar na novela Falso Brilhante. A personagem seria Juju Popular uma ex-rainha de bateria que tem o marido preso, como aconteceu com ela e Belo. Porém, devido a mudanças no elenco, a atriz Cris Vianna foi escalada para a personagem. O autor da novela, Aguinaldo Silva, garantiu que vai criar uma nova personagem para ela na trama. Posteriormente a Rede Globo alterou o título da novela para Império e Viviane interpreta a manicure Naná, trabalho que lhe rendeu o troféu Revelação no Prêmio Extra. Em 2015, Viviane participou da décima segunda temporada da Dança dos Famosos, que é exibido pela Rede Globo, na qual foi a vencedora da competição. No ano seguinte de 2016, Viviane integrou o elenco da novela Rock Story, com a personagem Edith. Fez sucesso com a
personagem Neide, na novela O Sétimo Guardião, seu primeiro papel dramático. 
Em 2021 foi confirmada na Edição especial da Dança dos famosos. A Superdança que marca a Última edição do quadro que Viviane venceu em 2015.

### Ensaios
A modelo de 1,65 m de altura, com 86 cm de busto, 64 cm de cintura e 98 cm de quadril, tornou-se musa de diversas revistas masculinas. Em 1997, posou pela primeira vez como capa da revista Ele e Ela, no bairro de Itacuruçá, cidade de Mangaratiba, na Costa Verde do Rio de Janeiro. Porém, seu sucesso nacional seria consolidado com o primeiro ensaio de capa da revista Sexy, em fevereiro de 1999. Ainda esse ano, foi eleita a Musa do Carnaval carioca pelo jornal O Dia.
Viviane retornaria à Sexy em janeiro de 2000 (em uma edição especial acompanhada de um ensaio em vídeo), em março de 2001 e em julho de 2002. Viviane ainda faria mais um ensaio para a revista em abril de 2004, antes de uma mudança estrutural da publicação.
Em outubro de 2006, Viviane chegou à capa da revista Playboy, em uma edição especial com 72 páginas de fotos, um recorde na revista. Em junho de 2007, foi lançada mais uma edição especial, em forma de pôster, com fotos inéditas, marcando sua 11ª capa em revistas masculinas. Em março de 2009, foi novamente capa da revista Sexy, para a qual garantiu ser seu último ensaio de nu. Ela sempre foi sucesso nas vendagens de seus ensaios e uma das recordistas da revista Sexy.
Depois de dois VHS, em 2002, sai seu primeiro DVD, com pequenos filmes em poses sensuais e entrevista. Estrelou posteriormente dois filmes da série A Stripper dos Seus Sonhos. Em janeiro de 2010, fez mais um ensaio sensual no site Paparazzo. Em fevereiro de 2012, foi mais uma vez capa da Revista Sexy.

## Vida Pessoal
Foi esposa do cantor de pagode Marcelo Pires Vieira, o Belo, por nove anos, de 1998 até 2007. O casamento se encerrou no mês de maio. por suspeitas de que Belo, quando ainda casado, teria se envolvido com a dançarina Gracyanne Barbosa, sua ex-esposa.
Após o término do casamento, começou a namorar o futebolista Radamés. Nesse mesmo ano, foram morar juntos.
Seu segundo casamento terminou em agosto de 2017.
Em entrevistas, revelou que sempre foi cobrada pela mídia sobre quando seria mãe, mas Vivianne contou que, apesar de gostar de crianças e amar os sobrinhos como seus filhos, a maternidade nunca foi prioridade em sua vida, pois sempre deu preferência a sua carreira. A artista contou que tentou engravidar de seus dois ex-maridos, inclusive fez fertilização, mas não conseguiu sucesso, mas que isso não a deixou chateada, pois contou que ter filhos era um desejo muito mais deles do que dela. Informou que, caso não consiga ter um filho até seus 45 anos, pensa em adotar, mas ainda não é algo certo. Também já te revelou ter sido usuária de anabolizantes por mais de cinco anos de sua vida, mas que parou por estar prejudicando sua saúde.
Em março de 2020 assumiu estar namorando o empresário Guilherme Militão  No final de maio de 2021 se casou com Guilherme Militão.
No dia 19 de Fevereiro de 2022, a atriz anunciou sua gravidez por meio de sua rede social, Instagram. Seu primeiro filho, Joaquim, nasceu no dia 6 de setembro de 2022.

## Filmografia

### Televisão
| Ano           | Título                          | Personagem                    | Notas                                                            |
| ------------- | ------------------------------- | ----------------------------- | ---------------------------------------------------------------- |
| 2001          | Brava Gente                     | Marcilene                     | Episódio: "A História do Passarinho"                             |
| 2001          | Escolinha do Professor Raimundo | Rosinha                       |                                                                  |
| 2004          | Um Só Coração                   | Eglantine                     |                                                                  |
| 2004–07       | Zorra Total                     | Dona Tetê                     |                                                                  |
| 2008          | Toma Lá, Dá Cá                  | Samantha                      | Episódio: "Despedida de Casado"                                  |
| 2009          | Bela, a Feia                    | Morena                        | Episódios: "31 de agosto–3 de junho"                             |
| 2010          | Balada, Baladão                 | Vivi                          | Especial de fim de ano                                           |
| 2012          | As Brasileiras                  | Sambista                      | Episódio: "A Sambista da BR-116"                                 |
| 2012          | A Fazenda                       | Participante (Campeã)         | Temporada 5                                                      |
| 2014          | Império                         | Sebastiana Alves (Naná)       |                                                                  |
| 2015          | Dança dos Famosos               | Participante (Campeã)         | Temporada 12                                                     |
| 2016          | Mister Brau                     | Francineide                   | Episódio: "10 de maio"                                           |
| 2016          | Rock Story                      | Edith do Rosário              |                                                                  |
| 2017          | Tô de Graça                     | Íris Ellen                    | 1ªTemporada-Episódio: "Todo Mundo Aqui Vai Dançar... Baile Funk" |
| 2018          | O Sétimo Guardião               | Neide Assunção                |                                                                  |
| 2021          | Super Dança dos Famosos         | Participante (4.° lugar)      | Temporada 18                                                     |
| 2021          | Tô de Graça                     | Kesyanne                      | Temporada 5                                                      |
| 2022–presente | Família Paraíso                 | Manuela Berger Machado (Manu) |                                                                  |
| 2024          | Volta por Cima                  | Rosana Bacelar                |                                                                  |

### Cinema
| Ano  | Título             | Personagem | Nota |
| ---- | ------------------ | ---------- | ---- |
| 2022 | Depois do Universo | Amanda     |      |

## Teatro
| Ano  | Título                                       | Notas         |
| ---- | -------------------------------------------- | ------------- |
| 2002 | Os Monges                                    | [ 12 ] [ 65 ] |
| 2007 | Troca Troca de Casal                         | [ 66 ]        |
| 2013 | Tamo Junto e Misturado                       | [ 67 ]        |
| 2015 | Paixão de Cristo – A Fortaleza de uma Paixão | [ 68 ]        |
| 2016 | Até que o Casamento nos Separe               |               |
| 2017 | Lili Carabina                                |               |
| 2019 | A Toda Poderosa                              |               |
| 2019 | Quem é quem é? (100)                         |               |

### Videografia
| Ano  | Título                                    |
| ---- | ----------------------------------------- |
| 2002 | DVD Sexy - Viviane Araújo                 |
| 2006 | DVD Voyeur - A Stripper dos Seus Sonhos   |
| 2009 | DVD Voyeur - A Stripper dos Seus Sonhos 2 |

## Prêmios e indicações
| Ano  | Prêmio                     | Categoria          | Trabalho                       | Resultado |
| ---- | -------------------------- | ------------------ | ------------------------------ | --------- |
| 2009 | Troféu Rádio Manchete      | Rainha de Bateria  | Rainha de Bateria do Salgueiro | Venceu    |
| 2011 | Tamborim de Ouro           | Musa da Sapucaí    | Rainha de Bateria do Salgueiro | Venceu    |
| 2012 | Troféu Tupi Carnaval Total | Rainha de Bateria  | Rainha de Bateria do Salgueiro | Venceu    |
| 2013 | Tamborim de Ouro           | Musa da Sapucaí    | Rainha de Bateria do Salgueiro | Venceu    |
| 2013 | Troféu Gato de Prata       | Rainha de Bateria  | Rainha de Bateria do Salgueiro | Venceu    |
| 2014 | Tamborim de Ouro           | Musa da Sapucaí    | Rainha de Bateria do Salgueiro | Venceu    |
| 2014 | Troféu Gato de Prata       | Rainha de Bateria  | Rainha de Bateria do Salgueiro | Venceu    |
| 2014 | Prêmio Extra de Televisão  | Atriz Revelação    | Império                        | Venceu    |
| 2014 | Troféu Samba de Primeira   | Revelação na TV    | Império                        | Venceu    |
| 2015 | Prêmio Contigo! de TV      | Atriz Revelação    | Império                        | Venceu    |
| 2015 | Tamborim de Ouro           | Musa da Sapucaí    | Rainha de Bateria do Salgueiro | Venceu    |
| 2015 | Troféu Jorge Lafond        | Homenagem Especial | Rainha de Bateria do Salgueiro | Venceu    |
| 2016 | Tamborim de Ouro           | Musa da Sapucaí    | Rainha de Bateria do Salgueiro | Venceu    |
| 2017 | Tamborim de Ouro           | Musa da Sapucaí    | Rainha de Bateria do Salgueiro | Venceu    |
| 2018 | Tamborim de Ouro           | Musa da Sapucaí    | Rainha de Bateria do Salgueiro | Venceu    |
| 2018 | Troféu Gato de Prata       | Rainha de Bateria  | Rainha de Bateria do Salgueiro | Venceu    |
| 2018 | Troféu Vai Dar Samba       | Rainha de Bateria  | Rainha de Bateria do Salgueiro | Venceu    |
| 2019 | Troféu Gato de Prata       | Rainha de Bateria  | Rainha de Bateria do Salgueiro | Venceu    |
| 2020 | Tamborim de Ouro           | Musa da Sapucaí    | Rainha de Bateria do Salgueiro | Venceu    |
| 2025 | Troféu Gato de Prata       | Rainha de Bateria  | Rainha de Bateria do Salgueiro | Venceu    |